# Léo Trespeuch
Pour les articles homonymes, voir Trespeuch.
Leo Trespeuch, né le 4 avril 1987 à Thonon-les-Bains dans les Alpes, frère de Chloé Trespeuch est un snowboarder français, spécialiste du snowboardcross. Il devient champion du monde universitaire en 2007 et trois fois champion de France. Docteur en Sciences de gestion, il est professeur à l'École de Gestion (UQTR) à Trois Rivières au Québec (Canada).

## Biographie
Licencié à Val Thorens en Savoie, il a fait partie de l'équipe de France masculine de snowboard de 2004 à 2009. Il a remporté l'universiade d'hiver 2007 à Turin en Italie le 26 janvier 2007. Il est devenu vice-champion d'Europe en 2008 et a terminé troisième en 2009. 
Côté étude, après le lycée sport études au pôle France d'Albertville et l'IUT d'Annecy, il obtient un Master recherche à l'IAE Savoie-Mont-Blanc d'Annecy et un doctorat en sciences de gestion à l'université Grenoble-Alpes. En parallèle du PhD, il a été responsable du snowboard pour le Comité de Ski de Savoie et ses 50 Stations de ski de 2012 à 2016.  
Il poursuit aujourd'hui ses recherches sur la philanthropie, la politique, le mécénat, le sponsoring Sportif, l'innovation et le Crowdfunding au travers du prisme de la participation et des réactions affectives.

## Palmarès

### Universiades d'hiver
- 2013 : médaille de bronze
- 2007 : médaille d'or

### Championnats d'Europe
- 2008-2009 : 3e Place
- 2007-2008 : Vice-champion d'Europe

### Championnats du monde junior
- 2007 : 6e place
- 2004 : 15e place

### Championnats de France
- 2012 : Champion de France Boardercross
- 2012 : Champion de France Combiné
- 2011 : Vice-champion de France Boardercross
- 2011 : Champion de France Combiné

## Publications principales
- Trespeuch L., Robinot E. et Valette-Florence P. (2017) Quelles sont les caractéristiques des crowdfunders dans le secteur du luxe ? L’apport de la théorie de la diffusion des innovations. Innovations, Revue d’Économie et de Management de l’Innovation. (56).
- Robinot E. et Trespeuch L. (2017) Les transferts de valeurs éco-responsables de l’événement aux parties prenantes sont-ils perçus par les touristes ? Management & Avenir (96) p.143-163.
- Trespeuch L. (2016), Le Crowdfunding, Editions Universitaires Européennes.
- Trespeuch L. et Robinot E. (2014) Le Crowdfunding : une nouvelle forme de participation, Revue de Management et de Stratégie, vol.1(11) p.1-13.
- Trespeuch L. (2014) L’apport du sponsoring de célébrités au capital marque de l’entreprise/the benefits of sponsoring celebrities to brand equity, La Revue Française du Marketing, (247) p.65-75.